# تیغ‌تیغی‌سانان
تیغ‌تیغی‌سانان (نام علمی: Stephanoberyciformes) نام یک راسته از فرورده تکمیل‌استخوانان است.

## تیره‌ها
- سرپخ‌ماهیان – Melamphaidae (حدود ۶۱ گونه)
- قوزی‌ماهیان – Gibberichthyidae (دو گونه)
- ماهیان تیغ‌تیغی – Stephanoberycidae (چهار گونه)
- زبرپوست‌ماهیان - Hispidoberycidae (یک گونه)